# Joseph Valette de Montigny
Joseph Valette de Montigny (né à Béziers en 1665 et mort à Toulouse en 1738) est un compositeur baroque français des XVIIe et XVIIIe siècles.

## Biographie

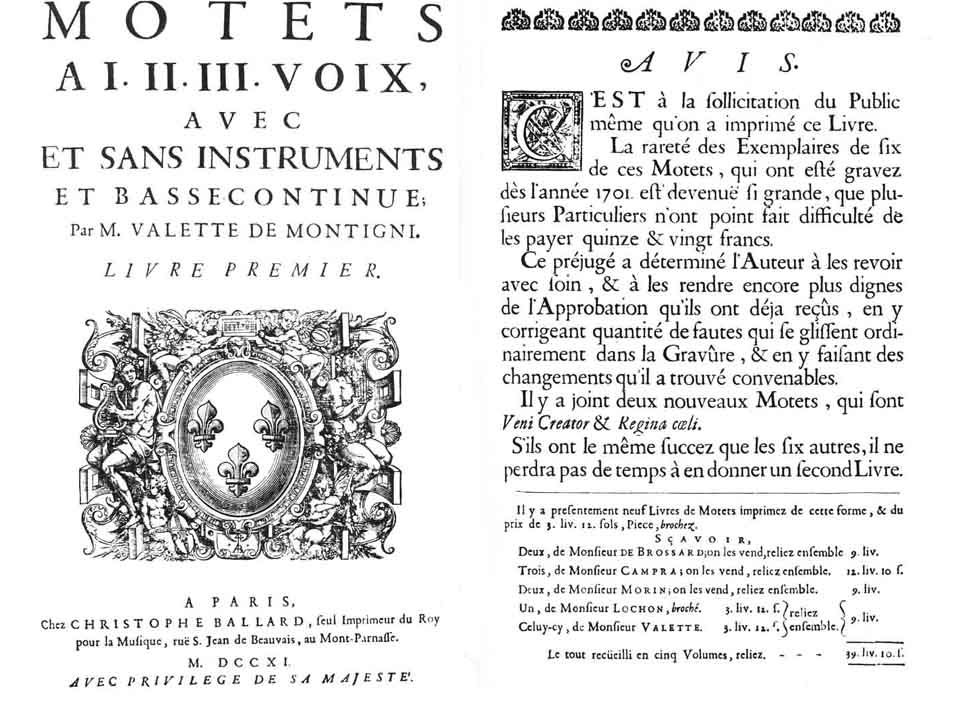
Valette de Montigny. Frontispice et Avertissement des Motets.

Lié à la riche famille d'orfèvres perpignanais, les Valette, c'est donc à Béziers que Valette de Montigny commence ses études, au sein de la maîtrise de la cathédrale. Il en devient rapidement le maître de musique (on dirait aujourd'hui maître de chapelle), de 1689 à 1692.
Jusqu'en 1694, il occupe la même charge mais à Narbonne cette fois. De 1718 à 1725, il séjourne à Senlis avant d'intégrer la maîtrise de Saint-Seurin de Bordeaux jusqu'en 1729 ; maîtrise cathédrale hautement célèbre qu'il ne quittera plus jusqu'à sa mort en 1738.
Actuellement, pour la période qui va de 1694 à 1718, un grand flou pèse sur sa vie. On sait qu'il est à Metz en 1702, où il donne l'un de ses motets, Parce mihi Domine, dans lequel chante le jeune Joseph Bodin de Boismortier. Valette de Montigny y avait effectivement suivi le vicomte d'Andrezel, alors responsable de l'Intendance d'Alsace.
« Ce mois de novembre 1702, veu la presente requeste du sieur Joseph de Montigny, musicien ordinaire attaché à Monseigneur Picon, subdélégué à l'Intendance, disant qu'ayant esté sollicitez par Simon Gravé pour ses noces en l'église Saint-Gorgon du 13 du dit mois et an, désireux d'y donner un motet de sa composition Parce mihi Domine contre l'avis de notre bien aymé Jacques Mazurier, maistre de musique en notre ville de Metz. Ayant séparé les parties, permettons à Joseph de Montigny de Beziers d'y exécuter son morceau de musique affin que les voix y soit chanstées par les neupveu du dit marié. Antoine Dupuy y tiendra les parties d'orgue. »

## Œuvres[4]
- Motets à Voix seule mêlés de Symphonies par M. Valette de Montigny, Livre Ier, Paris, l'auteur, Ballard. 1701. (édition corrigée et augmentée en 1711) .

- Dans les recueils d'airs sérieux et à boire de différents auteurs publiés par Ballard : Felice chi vi mira (octobre 1709), Un soir compère Grégoire (février 1710), Jeune Philis que vous avez de charmes (décembre 1710), Hélas depuis longtemps dans l'affreuse indigence (décembre 1710), Calme mes déplaisirs (janvier 1713), Volez tendres soupirs (février 1713), Vite, vite, que l'on me verse à boire (septembre 1713).

- Notons également cinq œuvres conservées sous forme manuscrite : le psaume 111 Beatus vir (motet à grand chœur, PBN ms 17788), le psaume 68 Salvum me fac Deus (motet à grand chœur, PBN Vm1 1125), le psaume 29 Exaltabo te (motet à grand chœur, Lybm Rés FM 134028), Surge propera (Canticum canticorum Salomonis 2,10, motet à grand chœur, Lybm Rés FM 129943), et le psaume 125 In convertendo (« motet à voix seule accompagné d'une flûte allemande et de deux basses », Lybm Rés FM 27286).